# イチイ属
イチイ属（イチイぞく、一位属、学名：Taxus）は、イチイ科に分類される属。針葉樹。
イチイと総称されることもあるが、イチイはイチイ属の1種 Taxus cuspidata の標準和名でもある。

## 特徴
針葉樹で唯一、葉に樹脂道がない。
タキシン (taxin) などの有毒アルカロイドを含む。アルカロイドがそのまま薬に使われるほか、抽出したタキサン類似体が抗癌剤タキソールなどさまざまな薬の原料になる。

## 種
- Taxus baccata ヨーロッパイチイ、セイヨウイチイ European Yew
- Taxus brevifolia タイヘイヨウイチイ(en)、（誤って）セイヨウイチイ Pacific (or Western) Yew
- Taxus canadensis カナダイチイ Canadian Yew
- Taxus chinensis チュウゴクイチイ Chinese Yew
- Taxus cuspidata イチイ Japanese Yew
- Taxus floridana Florida Yew
- Taxus globosa Mexican Yew
- Taxus sumatrana Sumatran Yew
- Taxus wallichiana インドイチイ、ヒマラヤイチイ Himalayan Yew

- T. baccata ヨーロッパイチイ
- T. brevifolia タイヘイヨウイチイ
- T. canadensis カナダイチイ
- T. chinensis チュウゴクイチイ
- T. cuspidata イチイ